# Angeli della notte (film)
Angeli della notte (Vigil in the Night) è un film del 1940 diretto e prodotto da George Stevens e interpretato da Carole Lombard. È ispirato all'omonimo romanzo breve scritto nel 1939 da A. J. Cronin.